# Rǫgnvaldr Óláfsson (mort en 1249)
Pour les articles homonymes, voir Ragnald.
Rǫgnvaldr ou Rögnvaldr Óláfsson en vieux norrois parfois considéré comme Ragnald IV de Man, était le second fils d'Olaf II de Man. Il fut roi de l'île de Man.

## Biographie
Il succéda le 6 mai 1249 à son frère aîné Harald de Man disparu en mer à la fin de l'année précédente malgré les prétentions au trône de Harald le fils de Godred Don (mort vers 1231). Le nouveau roi fut assassiné près de Rushen le 30 mai 1249 par le chevalier Ivarr (domino Yuor' de Mann), quatre semaines seulement après son intronisation, selon les Chroniques de Man.